# 利物浦足球俱乐部 (乌拉圭)
利物浦足球俱乐部（西班牙語：Liverpool Fútbol Club），是乌拉圭首都蒙得维的亚的一个足球俱乐部。该俱乐部成立于1915年，于1919年首次参加该国的顶级联赛。

## 历史
利物浦足球俱乐部得名于英国城市利物浦，因为蒙得维的亚与利物浦两者之间存在的一定的文化联系。

## 荣誉
- 乌拉圭足球乙级联赛
  - 冠军：1966、1987、2002、2014－15
- 乌拉圭足球丙级联赛
  - 冠军：1919、1937